# Rubus idaeoides
Rubus idaeoides är en rosväxtart som beskrevs av Johannes Friedrich Ruthe. Rubus idaeoides ingår i släktet rubusar, och familjen rosväxter. Utöver nominatformen finns också underarten R. i. pseudoidaeus.